# Stanislav Telniouk
Stanislav Volodymyrovitch Telniouk (ukrainien: Станіслав Володимирович Тельнюк) est un poète, traducteur, écrivain et critique littéraire ukrainien né le 26 avril 1935 à Iskrovka et mort le 31 août 1990 à Kiev. Il est le père des chanteuses Lessia et Galina, plus connues sous leur nom de scène, les Sœurs Telniouk.

## Biographie
Stanislav Telniouk naît le 26 avril 1935 dans le village d'Iskrovka, dans l'Oblast de Zaporijjia en République socialiste soviétique d'Ukraine. Son père, un original qui exerce la profession d'agronome, donne des noms de famille différents à chacun de ses quatre enfants (lui même s'appelait Telniouk-Demirski-Adamtchouk).
Stanislav Telniouk sort diplômé de l'Université pédagogique Grigori Skovorody en 1954, puis de l'Université de Kiev en 1959.
De 1962 à 1966, il travaille au journal Literaturnaïa Ukraïna, puis devient secrétaire de la Commission de critique et de théorie littéraire de l'Union des écrivains d'Ukraine.
De 1976 à 1977, il est employé à la construction de la Magistrale Baïkal-Amour.
Il est l'un des cofondateurs du premier programme du parti politique Mouvement populaire d'Ukraine.
Mort à Kiev le 31 août 1990, il repose au cimetière Baïkov.
L'astéroïde (7632) Stanislav a été nommé en son honneur par sa découvreuse, l'astronome soviétique et ukrainienne Lioudmila Karatchkina.

## Œuvre
Stanislav Telniouk publie de 1952 à sa mort.
Il est l'auteur d'une œuvre abondante et variée: poésie (il en publie huit recueils), mais aussi romans, nouvelles, essais de critique littéraire, reportages et articles divers. Polyglotte accompli, il traduisait de quinze langues différentes, y compris de différentes langues turques et du yiddish,.
L'oeuvre de Stanislav Telniouk, champion assumé de la langue et de la culture ukrainiennes, est parcourue des idéaux de l'auteur: à la fois défense du patrimoine et lutte contre l'esprit de province et l'arriération des campagnes.
L'engagement de Telniouk pour la langue ukrainienne et contre la russification est particulièrement visible dans l'un de ses poèmes les plus connus, Забувайте українську мову… (Oubliez la langue ukrainienne...) qu'il publie en 1960, et dans lequel il dénonce de manière satirique l'abandon de la langue ukrainienne au profit du russe, comme le montre cet extrait:
Cet engagement lui attire l'attention du KGB dès le début des années 1970. Il est placé sur "liste noire" des écrivains en 1972 pour son refus de collaborer avec les "organes" soviétiques, mais continue de publier en samizdat. Il se porte volontaire à la construction de la Magistrale Baïkal-Amour pour échapper quelque peu à la pression des autorités.

### Publications

#### Recueils de poésie
- Леґенда про будні, 1963
- Залізняки, 1966
- Опівнічне, 1972
- Робота, 1976
- Мить, 1985

#### Nouvelles
- Туди, де сонце сходить, 1967
- Грає синє море, 1971

#### Essai de critique littéraire
- Червоних сонць протуберанці, 1968

## Famille
Le frère cadet de Stanislav Telniouk, Vladimir Vladimirovitch Telniouk-Adamtchouk (ukrainien: Володимир ВолодимировичТельнюк-Адамчук , 4 novembre 1936 - 17 décembre 2003), était un mathématicien et astronome ukrainien réputé.